# Stonebridge Park (Metropolitano de Londres)
Stonebridge Park é uma estação do Metrô de Londres e do London Overground em Tokyngton e Stonebridge, noroeste de Londres. Está na linha Watford DC do London Overground e na linha Bakerloo do Metrô de Londres. Situa-se na Argenta Way, e tem o nome do entroncamento próximo que liga a North Circular Road (A406) com a Harrow Road (A404).

## História

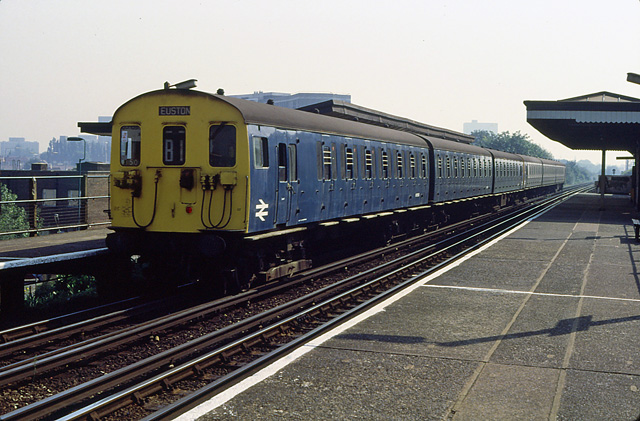
Class 501 chegando em Stonebridge Park em 1985

A linha que serve a estação foi inaugurada pela London and North Western Railway como parte do projeto "New Line" em 15 de junho de 1912. Fechou em 9 de janeiro de 1917 e reabriu para os trens da linha Bakerloo em 1 de agosto de 1917. Uma das estações geradoras que abasteciam esta rede ficava no local da atual estação do Metrô de Londres, a noroeste da estação.
As atuais plataformas da estação e edifícios associados foram construídos pela primeira vez pela London, Midland and Scottish Railway em 1948, segundo um projeto atribuído a John Weeks após a destruição das estruturas originais pelo bombardeio na Segunda Guerra Mundial, o salão de reservas ao nível do solo aparece ser o edifício original. O estilo de reconstrução no nível da plataforma era diferente daquele das estações originais da linha DC (mas não o mesmo da estação South Kenton de 1938 na mesma linha), utilizando concreto e aço em vez de edifícios de tijolos com coberturas de madeira e vidro.
De 24 de setembro de 1982 a 4 de junho de 1984, foi o terminal operacional norte da linha Bakerloo. O Pátio Stonebridge Park do Metrô de Londres está a 500 metros (550 yd) a noroeste da estação.

## Conexões
As rotas 18, 79, 112, 440 dos ônibus de Londres e a rota noturna N18 servem a estação.

## Atrações locais
- Ace Cafe London